# Franz Joham
Franz Joham —conocido también como Franz Johan— (Graz, 31 de julio de 1907-Barcelona, 15 de octubre de 1991) fue un cómico español, de origen austriaco.

## Biografía
En su Austria natal estudió arte dramático y en sus primeros pasos en el mundo del espectáculo se dedicó a la revista y la opereta, pasando por Checoslovaquia y recalando finalmente en Viena, en 1934, donde se unió a la compañía de Artur Kaps, Los Vieneses, en la que también se encontraban la ventrílocua Herta Frankel y el italiano Gustavo Re.
Llegaron a España en 1942, con la revista Todo por el corazón, y con la II Guerra Mundial extendida por Europa, se afincaron definitivamente en Barcelona, donde pondrían en escena diferentes obras de teatro cómico y revista. En 1949 Franz Johan adquirió la nacionalidad española.
En los años sesenta le llegaría la gran popularidad con la aparición de la televisión. La compañía fue contratada por Televisión Española, donde Franz Johan presentó, junto a su compañero Gustavo Re y bajo la dirección de Artur Kaps, sucesivos programas de espectáculos y variedades que alcanzaron enorme éxito: Amigos del martes (1963-1964), Noche de estrellas (1964-1965), Noche del sábado (1965-1967) y Cita con el humor (1971).
Desde 1977 interpretó al avaro alcalde «Don Crispín» en la comedia musical El diluvio que viene que se representó durante seis temporadas en el Teatro Monumental de Madrid.
En sus últimos años de actividad profesional se dedicó, a partir de 1974, a la dirección artística en  la sala de fiestas Scala de Barcelona.
Finalmente, el actor cómico, ingresado en una residencia de ancianos de Barcelona los últimos años de su vida por padecer arteriosclerosis y demencia senil, falleció el 15 de octubre de 1991 a los 84 años de edad.